# アカシア

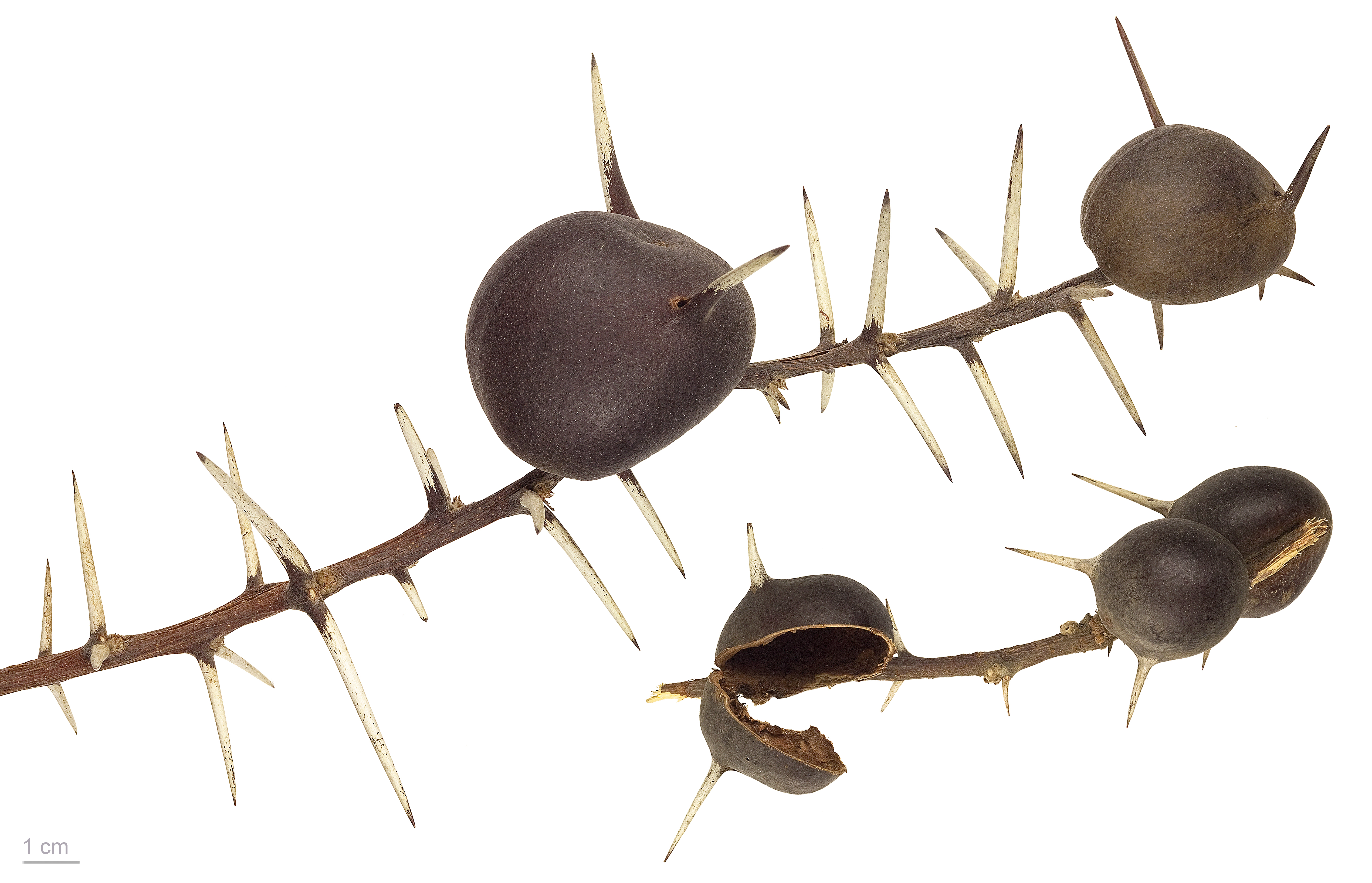
Acacia drepanolobium

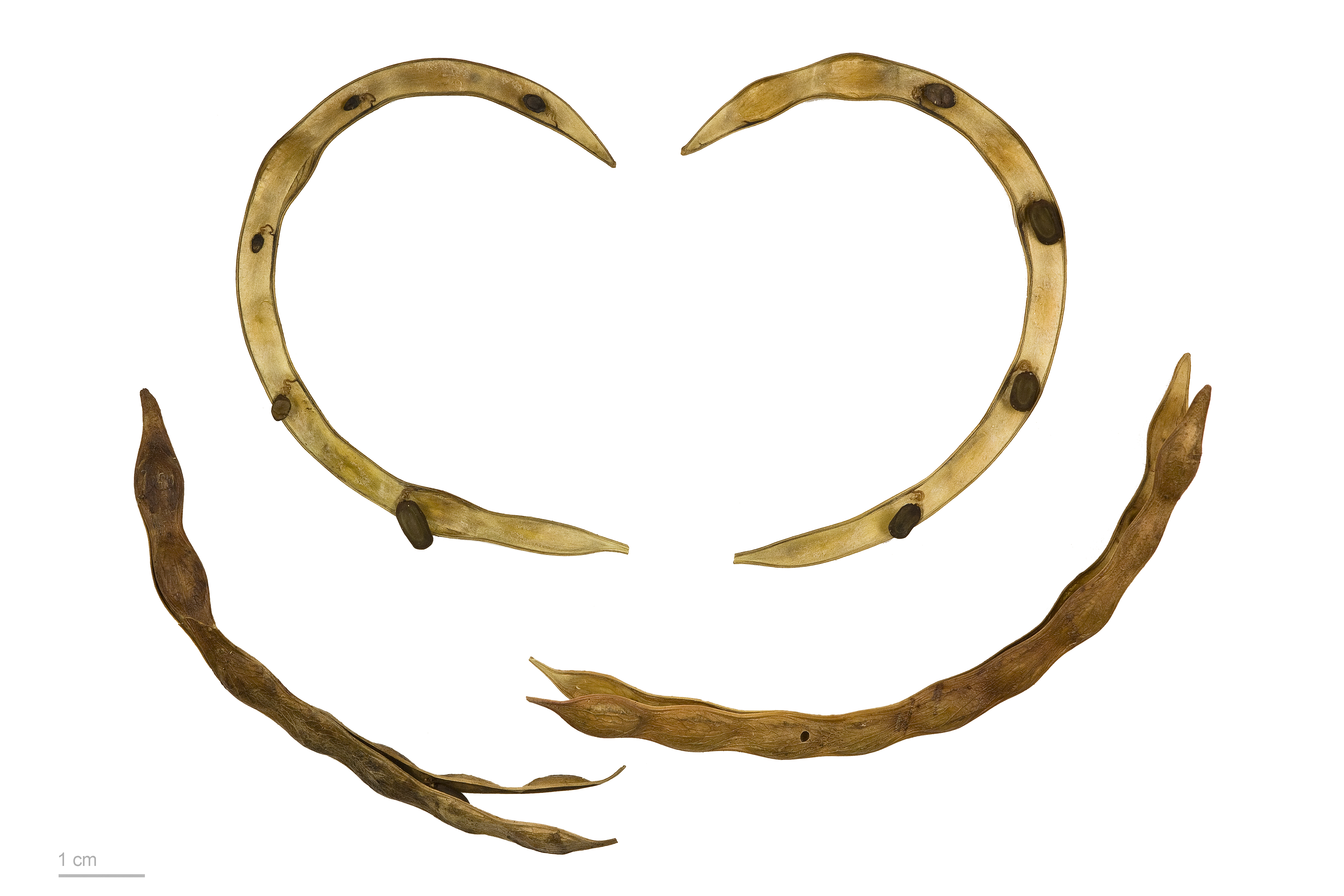
Acacia sp.

アカシア (金合歓、Acacia) は、マメ科ネムノキ亜科アカシア属の総称。アカキア、アカシヤ、アカシャ、アケイシャとも言う。広葉樹。

## 分類
アカシア属の分類には次のような変遷がある。まずKewscience によれば、「アカシア・ニロティカ」（当時、Acacia nilotica）は、3500年以上前のエジプト王朝時代に薬として使われていた。西暦40年から90年に、ギリシャ人医師で植物学の父と呼ばれているペダニウス・ディオスコリデスは、医薬物についての本の中で、葉や果実のさやからの抽出物の調製についての記述をしており、アカシア属に由来するものを「akakia」と呼んだ。1754年、アフリカとアメリカの種を記述している24の論文の中で、アカシア（Acacia）はフィリップ・ミラーによって正式に用いられた。しかしながら、アカシア属についての概念が広すぎたので、アカシア属として受け入れなかった。また、フィリップ・ミラー以前に、アカシア属の名前は、リンネ以前の文献で広く使われていた。1753年、リンネは39の種類をミモサ属に入れ、これらの内2種をMimosa scorpioidesとMimosa niloticaとした。これらの分類は、現在ではアカシアに変えられ、その中のMimosa scorpioidesが今のAcacia niloticaだと考えられている 。
アカシア属はおよそ1350種が世界中に分布しており、そのうちおよそ1000種類がオーストラリアに分布している 。ところが形態学的および生化学的性質に基づき、1986年にPedley（en:Leslie_Pedley）によって、アカシア（Acacia）属161種、セネガリア（Senegalia）属231種、ラコスペルマ（Racosperma）属960種に分けられると提案された 。しかしこの提案は、アカシア・ニロティカが最も小さなAcacia属に属しているが、アカシア・ニロティカはアフリカ原産であるだけではなく、アカシア属として初めて名付けられたので、南アフリカは、アカシア属の名前は、アカシア・ニロティカを含んだものにすべきだと信じた。この見解に対して、960種類のラコスペルマ属Racospermaとして提案された多くの種はオーストラリアに見られるが、2003年、オーストラリアとしては、アカシアはオーストラリアのシンボルであるため、オーストラリアのアカシアはラコスペルマ属ではなくアカシア属であると信じた（ゴールデン・ワトル (A. pycnantha)はオーストラリアの国花である）。
そのオーストラリアの提案は2005年の第17回国際植物学会議で認められた。しかし、その後もオーストラリアとアフリカの論争は継続された。そこで、2011年の第18回国際植物学会議でこの問題を解決するために、8人の分類学の権威者がアカシア属の再命名について実用的な面からの見解を示した。最終的に、アカシア属をオーストラリアの種（＝「ラコスペルマ属」）のみに使うということが第18回国際植物学会議で承認され、この論争の決着となった 。
その会議に続いて、南アフリカの研究者は140種類の南アフリカの種を含めたアカシア属についての詳細な形態学的DNA解析を用いての系統学的研究を行い、この研究の結果からアフリカの樹種については、セネガリア（Senegalia）属とヴァケリア（Vachellia）属に分類された。その結果、アカシア・ニロティカ（Acacia nilotica）はヴァケリア・ニロティカ（Vachellia nilotica）になった 。しかし、古くからアカシアを利用してきたアフリカ諸国では、この変更を認めずに今もアカシアの名を用いている。

## 特徴
アカシア属は約1000種が熱帯から温帯にかけて、特にオーストラリア大陸、アフリカ大陸に多数の種が分布する。その多くは非常に深く主根を伸ばすため、年間を通してほとんど降水が無い砂漠に自生する。
多くは羽状複葉だが、ソウシジュ（A. confusa）、コア（A. koa）A. mangiumなどの一部の種は葉の代わりに葉柄が変化した偽葉となっている。
日本においては、明治時代に輸入されたニセアカシアを当時アカシアと称していたことから現在でも混同される。たとえば「アカシアはちみつ」として販売されている蜂蜜はニセアカシアの蜜である。また、花卉栽培されるフサアカシアなどがミモザと呼ばれるが、本来ミモザはオジギソウを指す言葉である。
街路樹などからアカシアの名を冠した地名や通りも、実際に植えられている樹種はニセアカシアであることが多い。

## 主な種
日本では関東以北では栽培が困難であるものが多い。比較的温暖な所で栽培されるものに、下記の種類がある。

### 偶数羽状複葉
フサアカシア Acacia dealbata
フランスのミモザ祭に使われる。
ギンヨウアカシア A. baileyana
葉が小ぶりで、生花に使われる。
以上、ともに花期 3 - 4月、花の色は輝く黄色。特に早い春に、黄色の1cm未満の球状の花がたわわに咲く。
モリシマアカシア A. mearnsii
花期 5 - 6月、花の色は地味なクリーム色、タンニンを採取する有用植物。
アラビアゴムノキ A. senegal
アラビアガムの原料

### 単葉
サンカクバアカシア A. cultriformis
両先端丸く葉脈1本、三角状の葉
プラビシマ・アカシア A. pravissima
片側丸く片側鋭尖頭で葉脈2本

### 偶数羽状複葉・単葉
メラノキシロンアカシア A. melanoxylon

## 利用

### 皮のなめし
アカシア属の樹皮から得られるタンニンは、動物の皮のなめし加工に使用される。動物の皮は、そのまま放置すると固くなったり腐敗したりする。一方、なめし加工を施すことによりそれらを防ぎ、皮を柔らかくして耐久性や可塑性を加えることで、皮革として利用できるようになる。

### アラビアガムの食品への利用
アラビアガムはアラビアゴムノキまたはその他同属植物から取れる樹脂で、多糖類 (アラビノガラクタン) を主成分とする水溶性の食物繊維である。水溶液は低粘性で、強い乳化安定性および保護コロイド性をもつことから、食品添加物 (増粘安定剤) として菓子やアイスクリームなどの食品に、また安定剤として医薬品・化粧品・日用品にも広く使用が認められている 。かつてアカシア属に分類されていたヴァケリア・ニロティカは和名をアラビアゴムモドキといい、同様にアラビアゴムが取れる。

### アカシア樹皮抽出物の生理活性
アカシア属の中でも、モリシマアカシアの樹皮抽出物は、豊富にポリフェノールを含み、様々な生理活性を有することが報告されて、健康食品としても使用されている。また、このポリフェノールは、分子量300から3000の化合物から構成されているプロアントシアニジンである 。2017年には、アカシア樹皮由来プロアントシアニジンを機能性関与成分とした食後血糖値の上昇を穏やかにする機能がある機能性表示食品として届出がなされている 。